# Голопристанська міська територіальна громада
Голопристанська міська територіальна громада — територіальна громада України в Україні, в Скадовському районі Херсонської області. Адміністративний центр — місто Гола Пристань.
Утворена 24 липня 2019 року шляхом приєднання Старозбур'ївської сільської ради Голопристанського району до Голопристанської міської ради обласного значення.
Відповідно до Закону України «Про внесення змін до Закону України „Про добровільне об'єднання територіальних громад“ щодо добровільного приєднання територіальних громад сіл, селищ до територіальних громад міст республіканського Автономної Республіки Крим, обласного значення» громади, утворені внаслідок приєднання суміжних громад до міст обласного значення, визнаються спроможними і не потребують проведення виборів.

## Населені пункти
До складу громади входять місто Гола Пристань і 13 сіл：
- Білогрудове;
- Буркути;
- Велика Кардашинка;
- Великий Клин;
- Гладківка;
- Кардашинка;
- Кохани;
- Мала Кардашинка;
- Малі Копані;
- Нова Збур'ївка;
- Рідна Україна;
- Стара Збур'ївка;
- Таврійське.